# Inessa Kaagman
Inessa Kaagman (* 17. April 1996 in Hoorn) ist eine niederländische Fußballspielerin, die seit 2024 wieder für Ajax Amsterdam spielt. Zwischenzeitlich spielte sie beim Everton LFC und Brighton & Hove Albion in der FA Women’s Super League sowie PSV Eindhoven. Zwischen 2019 und 2021 hatte sie zwölf Einsätze in der niederländischen Fußballnationalmannschaft der Frauen.

## Karriere

### Vereine
Kaagman begann bei Hollandia B1 mit dem Fußballspielen und wurde zur Saison 2013/14 vom niederländischen Erstligisten Ajax Amsterdam verpflichtet. In ihrer ersten Saison erreichte sie mit Ajax den dritten Platz in der im Jahr zuvor gegründeten belgisch-niederländischen BeNe League und gewann den niederländischen Pokal. Platz 3 konnte in der folgenden Saison wiederholt werden, das Pokalfinale wurde aber verloren. Danach gingen Belgierinnen und Niederländerinnen wieder getrennte Wege. In der Saison 2015/16 wurde sie mit Ajax Zweiter der Eredivisie und verlor wieder im Pokalfinale. In den beiden folgenden Spielzeiten gelang aber das Double. In ihrer letzten Saison bei Ajax kam sie auch in der UEFA Women’s Champions League 2017/18 zum Einsatz, wobei sie zwei Spiele in der Qualifikationsrunde und beide Spiele im Sechzehntelfinale gegen den italienischen Vizemeister ACF Brescia bestritt. Nach einem 1:0-Heimsieg bedeutete die 0:2-Auswärtsniederlage das Aus. Nach 102-Ligaspielen für Ajax, in denen ihr 15 Tore gelangen, wechselte sie zur Saison 2018/19 in die FA Women’s Super League zum Everton LFC. Als Vorletzte konnten sie den Abstieg in die FA Women’s Championship vermeiden. Die auf Grund der COVID-19-Pandemie vorzeitig beendete Saison 2019/20 beendete Everton auf dem sechsten Platz. Im Juli 2020 wechselte sie zum Ligakonkurrenten Brighton & Hove Albion, für den sie im Saisonauftaktspiel zum 2:0-Sieg gegen die Birmingham City Ladies gleich ein Tor beitrug. Nach zwei Spielzeiten beim PSV Eindhoven und einer Schwangerschaftspause, kehrte sie im November 2024 zu Ajax zurück.

### Nationalmannschaft
Mit der U-17-Mannschaft nahm sie Ende April/Anfang Mai 2012 an der zweiten Qualifikationsrunde zur U-17-Fußball-Europameisterschaft der Frauen 2012 teil, scheiterte aber an Dänemark. Im Herbst nahm sie mit der Mannschaft einen neuen Anlauf und die Niederländerinnen überstanden die erste Qualifikationsrunde zur U-17-Fußball-Europameisterschaft der Frauen 2013 souverän mit 42:0 Toren. In der zweiten Runde im Frühjahr 2013, in der sie ohne Vivianne Miedema antraten, die in der ersten Runde 18 Tore erzielt hatte und an der parallel stattgefundenen zweiten Qualifikationsrunde zur U-19-Fußball-Europameisterschaft der Frauen 2013 teilnahm, belegten sie aber nur den letzten Platz in ihrer Gruppe. Besser lief es dann auch für sie mit der U-19-Mannschaft, deren Kapitänin sie ab ihrem ersten Einsatz war. Zunächst wurde im September 2013 die erste Qualifikationsrunde zur U-19-Fußball-Europameisterschaft der Frauen 2014 ohne Gegentor überstanden und im April 2014 wurde in der Eliterunde nur beim torlosen Remis gegen Irland ein Punkt abgegeben, wodurch sich beide für die Endrunde in Norwegen qualifizierten. Dort starteten sie mit einem torlosen Remis gegen die Gastgeberinnen und gewannen dann gegen Schottland mit 3:2 und Belgien mit 1:0, wobei sie das Tor erzielte. Das Halbfinale gegen Irland wurde dann mit 4:0 und das Finale gegen Spanien mit 1:0 gewonnen. In der darauf folgenden Qualifikation zur U-19-Fußball-Europameisterschaft der Frauen 2015 scheiterten die Niederländerinnen in der Eliterunde an Dänemark.
Ihren ersten Einsatz in der A-Nationalmannschaft hatte sie dann am 19. Januar 2019 beim 2:1-Sieg in Kapstadt gegen Südafrika. Sie stand in der Startelf, wurde aber zur zweiten Halbzeit ausgewechselt. Beim Algarve-Cup 2019 spielte sie im mit 0:1 gegen Polen verlorenen Spiel über 90 Minuten.
Nach diesen zwei Länderspielen wurde sie als Feldspielerin mit den wenigsten Länderspielen für den vorläufigen WM-Kader nominiert. Bei der WM kam sie aber nicht zum Einsatz. Beim Tournoi de France, bei dem die Niederländerinnen mit drei Remis im März 2020 Zweite wurden, hatte sie drei Einsätze von insgesamt 86 Minuten.
Sie wurde auch für die wegen der COVID-19-Pandemie um ein Jahr verschobenen Olympischen Spiele 2020 nominiert, zunächst als Reservespielerin, die wegen der Pandemie dann aber auch eingesetzt werden konnten. Sie saß dort aber nur beim 8:2-Sieg gegen China auf der Bank. Für die ersten sechs Spiele der Qualifikation für die WM 2023 wurde sie dreimal nominiert aber nicht eingesetzt. Danach wurde sie nicht mehr nominiert.

## Erfolge
- Niederländische Meisterin 2016/2017, 2017/2018
- Niederländische Pokalsiegerin 2013/14, 2016/2017, 2017/2018
- U-19-Europameisterin 2014
- Double 2016/17 und 2017/18
- Zweite der Fußball-Weltmeisterschaft 2019 (ohne Einsatz)

## Privatleben
Am 21. September 2023 gab PSV bekannt, dass sie ihr erstes Kind erwartet.